# Pujehun (district)
Het district Pujehun is gelegen in de provincie Southern in Sierra Leone.